# Catablema vesicarium
Catablema vesicarium is een hydroïdpoliep uit de familie Pandeidae. De poliep komt uit het geslacht Catablema. Catablema vesicarium werd in 1862 voor het eerst wetenschappelijk beschreven door A. Agassiz. 